# 边大绶
邊大綬（？—？），字素一，號長白，直隸河間府任丘縣人，明末清初政治人物。
崇禎十二年（1639年）己卯科順天鄉試舉人，曾任陝西米脂縣知縣。陕西总督汪乔年下令邊大綬在崇禎十五年（1642年）正月初八，掘毀李自成的祖父李海和父親李守忠的墳墓，“尽数伐掘”，将骨骸“聚火烧化”。不久因為害怕李自成報復，遂辭官。
入清後，补河南修武县知县，顺治八年（1651年），任太原府知府，曾為傅山開脫。顺治十三年（1656年），以病辭歸。著有《虎口余生记》。